# Hans Peter Minderhoud
Hans Peter Minderhoud (ur. 7 października 1973  w Harskamp) – holenderski jeździec, w roku 2008 w Pekinie drużynowo srebrny medalista Letnich Igrzysk Olimpijskich.
W życiu prywatnym partner Edwarda Gala, również jeźdźca.